# 岬里沙
岬里沙（日语：岬リサ、みさき りさ，1986年11月11日—），日本的AV女優。出身於日本新潟縣。原本為模特兒，2006年以熊田夏樹的藝名出道為知名片商宇宙企劃拍攝AV，並在2007年移藉到另外一家片商S1時改名為岬里沙。2009年，岬里沙開始拍攝無碼的AV作品。

## 簡歴
- 2006年以熊田夏樹藝名拍攝AV作品。
- 2007年改名為岬里沙（岬リサ）。

## 出演

### AV作品
2006年
- Virgin Love（2006年4月30日、宇宙企劃）
- Pretty Kiss（2006年5月19日、宇宙企劃）
- Venus Style（2006年6月16日、宇宙企劃）
- ソープの女神さま（2006年7月28日、宇宙企劃）
- あぶない!夏樹先生（2006年8月18日、宇宙企劃）
- 猥褻MAX（2006年9月29日、宇宙企劃）

### 無碼AV作品
2009年
- MIKADO Vol.10 : 岬リサ（8月27日、MIKADO）
- Encore Vol.1 : 岬リサ（11月11日、Stage 2 Media）
- 岬リサ真性フルボッコ中出し（11月27日、東京熱）

2010年
- MIKADO Vol.16 : 岬リサ（2月4日、MIKADO）
- Encore Vol.1 (Blu-ray disc) : 岬リサ（2月11日、Stage 2 Media）

## 外部連結
- 熊田夏樹の「ノーブルでいこうっ!」
- 宇宙企劃官方網站 女優名鑑 熊田夏樹 （页面存档备份，存于）
- X CITY AV女優名鑑 熊田夏樹
- 岬里沙人物簡介（t-powers）